# Las Palabras de Amor
Las Palabras de Amor (The Words of Love) is een nummer van rockgroep Queen, geschreven door gitarist Brian May. Het nummer werd uitgebracht op 1 juni 1982.
Het nummer is geïnspireerd door de goede verstandhouding tussen de band en de Zuid-Amerikaanse fans. Met dit nummer trad Queen voor de vierde keer op bij Top of the Pops (na Seven Seas of Rhye, Killer Queen en Good Old Fashioned Lover Boy). Hoewel in het nummer alleen synthesizers worden gebruikt, speelt May in deze playbackopname de piano.

Op het Freddie Mercury Tribute Concert werd het nummer vertolkt door Zucchero.
| Las Palabras De Amor (The Words Of Love) in de Single Top 100 - binnen: 24-07-1982 | Las Palabras De Amor (The Words Of Love) in de Single Top 100 - binnen: 24-07-1982 | Las Palabras De Amor (The Words Of Love) in de Single Top 100 - binnen: 24-07-1982 | Las Palabras De Amor (The Words Of Love) in de Single Top 100 - binnen: 24-07-1982 | Las Palabras De Amor (The Words Of Love) in de Single Top 100 - binnen: 24-07-1982 | Las Palabras De Amor (The Words Of Love) in de Single Top 100 - binnen: 24-07-1982 | Las Palabras De Amor (The Words Of Love) in de Single Top 100 - binnen: 24-07-1982 |
| Week                                                                               | 1                                                                                  | 2                                                                                  | 3                                                                                  | 4                                                                                  | 5                                                                                  |                                                                                    |
| ---------------------------------------------------------------------------------- | ---------------------------------------------------------------------------------- | ---------------------------------------------------------------------------------- | ---------------------------------------------------------------------------------- | ---------------------------------------------------------------------------------- | ---------------------------------------------------------------------------------- | ---------------------------------------------------------------------------------- |
| Nummer                                                                             | 41                                                                                 | 18                                                                                 | 18                                                                                 | 25                                                                                 | 30                                                                                 | uit                                                                                |